# Langues au Brunei
La langue officielle du Brunei est, de par la loi inscrite dans sa constitution de 1959, le malais, et bien que tous les Brunéiens sachent la parler en tant que langue seconde (ils l'apprennent à l'école et dans les médias), elle n'est la langue maternelle d'aucun, les Brunéiens ayant majoritairement le malais du Brunei (le malais local) comme langue maternelle ; ce malais du Brunei est socialement dominant malgré le statut officiel du malais standard et tend à remplacer les autres langues locales. Ce malais du Brunei est suffisamment divergeant du malais standard (malgré une similarité lexicale de 80-82 %) qu'ils en sont presque mutuellement incompréhensibles entre eux.
L'anglais, l'ancienne langue coloniale, peut être utilisé pour la législation s'il s'en présente la nécessité, bien que le malais fasse autorité. L'anglais est également la principale langue de la signalisation routière, le malais mais également le mandarin étant écrits en plus petit. Le sultanat a au moins 50 % de sa population qui parle anglais qui sert de langue commerciale, avec le mandarin.
L'arabe est une langue de culture, et religieuse, connue surtout par des religieux ou des étudiants en médersa islamique : il serait parlé parfaitement par environ 10 % de la population du royaume. De nombreux autres musulmans du Brunei ont des connaissances partielles, ou limitées de l'arabe.
Du niveau préscolaire jusqu'à la troisième année du primaire, la langue d'enseignement est le malais, alors que l'anglais reste une matière d'enseignement. De la quatrième année du primaire et au secondaire, les élèves suivent une filière bilingue où le malais et l'anglais sont les deux langues d'enseignement. Le malais est généralement employé pour l'enseignement du malais, l'éducation islamique, la culture physique, les arts et les métiers ; l'anglais est surtout employé pour l'enseignement de disciplines comme les sciences, les mathématiques, la géographie, l'histoire et la langue anglaise elle-même. Les principales langues étrangères enseignées dans les écoles secondaires sont, outre l'anglais et l'arabe, le français, le japonais, l'allemand et le mandarin, et parfois le thaï ou le tagalog.

## Recensement de 2011
Lors du recensement de la population et de l'habitat du Brunei réalisé en 2011 les questions démo-linguistiques suivantes ont été posées (en malais et en anglais) :

(Pour les membres du ménage âgés de trois ans et plus) « (For household members aged 3 years and over) » :
- « En quelle(s) Langue(s) pouvez-vous lire et écrire (merci de cocher plusieurs cases, si applicable) ? » (« Language(s) that you can read and write in (Please tick more than one box, if applicable) »). La liste des cases à cocher est : malais, anglais, chinois, arabe, autres (à préciser).
- « Principale langue parlée à la maison » (« Language mainly spoken at home »). La liste des cases à cocher est : malais, anglais, chinois, arabe, autres (à préciser).

Les résultats des questions démo-linguistiques semblent ne pas (encore) avoir été publiés (à janvier 2017).

## Statistiques diverses
- Langues des sites internet en ".bn" (2017)[4] : anglais 93 %, malais 8 %, chinois 1 %
- Langues de consultation de Wikipédia (2013) : anglais 92 %, malais 4 %, indonésien 2 %, chinois 1 %
- Langues d'interface de Google Brunei[5] : malais, anglais, chinois